# راجرز (داکوتای شمالی)
راجرز(به انگلیسی: Rogers) شهری در ایالت داکوتای شمالی کشور ایالات متحده آمریکا است که جمعیت آن در سرشماری سال ۲۰۱۰ میلادی، ۴۶ نفر بوده‌است.